# Starokonstantynów I
Starokonstantynów I (ukr. Старокостянтинів I) – węzłowa stacja kolejowa w miejscowości Starokonstantynów, w rejonie chmielnickim, w obwodzie chmielnickim, na Ukrainie. Węzeł linii Szepetówka – Chmielnicki z linią do Kalinówki.
Stacja istniała w okresie międzywojennym.